# 庫羅內河

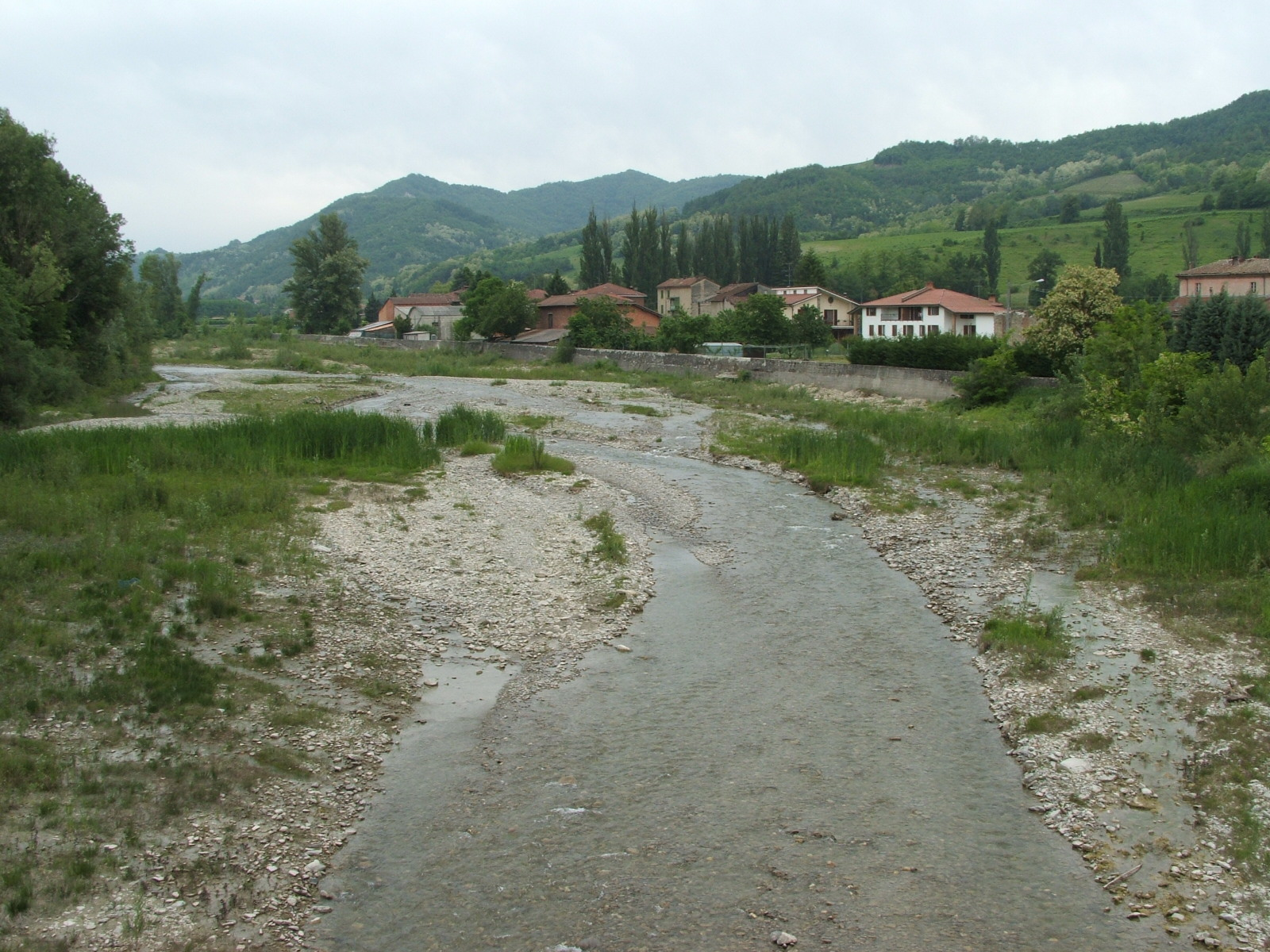

庫羅內河是意大利的河流，位於該國北部，屬於波河的右支流，流經倫巴底和皮埃蒙特，河道全長50公里，平均流量每秒3.7立方米，河口處在科拉納附近。